# Lessinggymnasium (Braunschweig)
Das Lessinggymnasium ist ein allgemeinbildendes Gymnasium im nördlich gelegenen Braunschweiger Stadtteil Wenden. 2021 werden dort etwa 900 Schüler von rund 90 Lehrkräften unterrichtet.

## Geschichte
Die Schule wurde am 9. April 1923 an der Leopoldstraße aus dem abzubauenden Lehrerseminar, dem ehemaligen Herzoglichen Lehrerseminar, als Aufbauschule für den zweiten Bildungsweg gegründet und hieß zunächst Deutsche Oberschule. 1929, zum 200. Todestag von Gotthold Ephraim Lessing, erhielt die Deutsche Oberschule den Namen Lessing-Schule.
Ende Juni 1974 erfolgte der Baubeginn in Wenden für die neue Außenstelle des umbenannten Lessinggymnasiums. Am 10. April 1975 fand das Richtfest für den ersten Bauabschnitt des Lessinggymnasiums statt, der 1976 bezogen wurde.
Am 4. Dezember 1978 erfolgte das Richtfest für den Erweiterungsbau des Lessinggymnasiums in Wenden. Wenige Jahre später wurde der Standort in der Leopoldstraße 20 zur Außenstelle des Neubaus in Wenden. Im Juni 1987 wurde die neue Sporthalle des Lessinggymnasiums in Wenden eingeweiht.
Bis zur Auflösung der Orientierungsstufe im Sommer 2004 mussten durchgängig 1 bis 2 Klassen aus dem Gebäude der Grundschule Wenden ins Lessinggymnasium ausgelagert werden. Ebenso fand der Werkunterricht für die Orientierungsstufe und Grundschule in den Fachräumen des Lessinggymnasiums statt. Am 1. August 2008 kam der ursprüngliche Standort in der Leopoldstraße zum Gymnasium Kleine Burg. Gründe hierfür lagen vor allem in der großen Entfernung zwischen dem Lessinggymnasium in Wenden und der zwölf Kilometer entfernten Außenstelle; die Kleine Burg liegt nur zehn Gehminuten von der Leopoldstraße entfernt. Einige Lehrer der Kleinen Burg unterrichteten schon zuvor in der Leopoldstraße.

### Mediale Aufmerksamkeit
Bundesweit bekannt wurde das Gymnasium 2009 auf Grund seines stark renovierungsbedürftigen Zustands. So verweigerte die Stadt Braunschweig trotz der Proteste von Eltern, Schülern, Lehrern und Schulleitung die dringend erforderlichen Gelder zur Sanierung der Schule. Die NDR-Satiresendung Extra 3 widmete der Schule daraufhin die ersten drei Plätze in der Kategorie „Die schlimmsten Schulen des Nordens“; der Fernsehsender RTL bezeichnete sie in einem Beitrag als „Schrottschule“.

### Darauffolgende Entwicklung
Indes ist das Lessinggymnasium längst keine „Schrottschule“ mehr: Das Dach ist inzwischen abgedichtet, die Toiletten sind saniert, ebenso alle Klassen- und Fachräume für Biologie, Chemie und Physik, in denen interaktive Whiteboards installiert worden. Es gibt zwei Computerräume und eine große Mediathek, in der die Jahrgänge 10–13 arbeiten und ihre Freizeit verbringen können.
Der Ausbau zur Offenen Ganztagsschule wurde zum Schuljahr 2012/2013 abgeschlossen.
Das Lessinggymnasium hat eine Cafeteria sowie eine Mensa mit ausreichender Kapazität und einen angemessenen Freizeitbereich mit verschiedenen Spielgeräten im Innen- und Außenbereich. Im Außenbereich finden sich neben großzügigen Grünflächen das Grüne Klassenzimmer, ein Schulgarten mit Teich, zwei Beachvolleyballfelder und eine Discgolf-Anlage mit sieben Körben.
Darüber hinaus bekam das Lessinggymnasium eine neue Aula mit Platz für 350 Personen, die von einem Braunschweiger Architekturbüro entworfen und Anfang 2015 eröffnet wurde. Der Entwurf wurde im selben Jahr mit dem Peter-Joseph-Krahe-Preis, dem Architekturpreis der Stadt Braunschweig ausgezeichnet.
Im Juli 2020 wurde ein dreigeschossiger Erweiterungsbau in Holzmodulbauweise mit Platz für 12 Klassen eingeweiht, der sich hinter dem Schulgelände, direkt neben dem Schulgarten und in unmittelbarer Nähe zum Mittellandkanal befindet.
Im November 2020 wurde diesem Erweiterungsbau vom Niedersächsischen Ministerium für Ernährung, Landwirtschaft und Verbraucherschutz der 1. Preis des Holzbaupreises Niedersachsen 2020 für die „beispielhafte Verwendung von Holz“ verliehen.

## Strukturen
Das Lessinggymnasium ist eine offene Ganztagsschule mit einem verlässlichen Betreuungsangebot an fünf Wochentagen bis 15:35 Uhr mit Angeboten wie Förderunterricht, Hausaufgabenbetreuung und über 30 verschiedenen Arbeitsgemeinschaften, wie unter anderem Big Band, Fremdsprachliches Theater und Schwedisch.
Die erste Fremdsprache ist Englisch, als zweite Fremdsprache werden Französisch, Spanisch und Latein angeboten. Ab dem 8. Jahrgang ist es möglich, Französisch, Spanisch oder Latein als freiwillige dritte Wahlfremdsprache zu belegen.
Vom 5. Jahrgang an gibt es neben dem Unterricht zahlreiche besondere Angebote: Methodenschulungen („Lernen lernen“) und Schnupperkurse, Soziales Lernen mit „Lions-Quest“, Computerkurs, Förderunterrichte in allen Hauptfächern und Vertretungsstunden in den Jahrgängen 5–9. Bis zum Abitur können auch Informatik und Darstellendes Spiel als Unterrichtsfächer gewählt werden.

### Schulprofile
In den Jahrgängen 7–10 werden drei Schulprofile angeboten: Es gibt naturwissenschaftliche, künstlerisch-kulturelle und bilinguale Neigungsklassen.
Im bilingualen Schulprofil wird vom 7.–10. Jahrgang Erdkunde, Geschichte und Sport auf Englisch unterrichtet. In Klasse 9 und 10 wird zusätzlich auch Religion auf Englisch angeboten. In der Sekundarstufe II kann der bilinguale Geschichte- und Erdkundeunterricht weitergeführt werden, im Abitur besteht die Möglichkeit, Geschichte bilingual als mündliches oder auch als schriftliches Prüfungsfach zu belegen.
Im naturwissenschaftlichen Schulprofil wird zusätzlich zum regulären Unterricht in den Fächern Biologie, Chemie, Physik und Informatik verstärkt experimentell gearbeitet und gelernt.
Im künstlerisch-kulturellen Schwerpunkt werden Kunst und Musik sowie ab dem 8. Jahrgang das Fach Darstellendes Spiel mit erhöhter Stundenzahl unterrichtet.

### iPad-Nutzung
Mit Beginn des Schuljahres 2021/2022 lernen alle Beschulten des 7. Jahrgangs mit einem eigenen, Eltern finanzierten iPad, das über die Schule bestellt wird. Die Tablets sind ab dann ein verbindliches Lernmittel für den Unterricht in der Schule als auch für zu Hause. Zur Einführung in die Anwendung des iPads wird im ersten Halbjahr der 7. Klasse die Medien-AG und ein 10-Finger-Schreiblehrgang angeboten.

### Auszeichnungen
Das Lessinggymnasium wurde als Sportfreundliche Schule sowie als Umweltschule in Europa ausgezeichnet.
Seit 2018 ist das Lessinggymnasium eine Schule ohne Rassismus – Schule mit Courage, als Schulpate fungiert der Schriftsteller Hartmut El Kurdi.
Als Mitglied des Netzwerks Schule im Aufbruch verfolgt das Lessinggymnasium verpflichtende Ziele der Bildung für nachhaltige Entwicklung.
Das Lessinggymnasium ist als CertiLingua-Schule die einzige Schule in Braunschweig, die das CertiLingua-Exzellenzlabel für herausragende sprachliche, europäische und interkulturelle Kompetenzen verleiht.
Vom Jugendrotkreuz im DRK-Landesverband Niedersachsen e. V. wurde das Lessinggymnasium zur Humanitären Schule zertifiziert.
Durch die Teilnahme des Lessinggymnasiums am Projekt Cuisinet wird die Schulverpflegung optimiert, zusätzlich nimmt das Lessinggymnasium am Programm Gesund Leben Lernen teil, um gesundheitsfördernde Arbeits- und Lernbedingungen zu entwickeln.

### Kooperationen
Das Lessinggymnasium unterhält Kooperationen mit dem Staatstheater Braunschweig, dem FC Wenden, dem Ruder-Klub RK Normannia Braunschweig, der Hch. Perschmann, dem Jugendzentrum Wenden, der TU Braunschweig, der Agentur für Arbeit sowie der Stiftung NiedersachsenMetall.

## Schulpartnerschaften
Das Lessinggymnasium pflegt Schulpartnerschaften mit regelmäßigen wechselseitigen Austauschfahrten mit den folgenden Schulen:
- IES Martínez Uribarri in Salamanca, Spanien
- Collège L‘Oriette in Cossé-le-Vivien, Frankreich
- Collège De Misedon in Port-Brillet, Frankreich

## Sportliche Erfolge
- 2019: 3. Platz der Mädchenmannschaft WK III beim niedersächsischen Tischtennis-Landesentscheid der Schulen Jugend trainiert für Olympia in Osnabrück[20]
- 2019: 4. Platz der Jungenmannschaft WK III beim niedersächsischen Tischtennis-Landesentscheid der Schulen Jugend trainiert für Olympia in Osnabrück[20]
- 2018: 3. Platz der Mädchenmannschaft WK III beim niedersächsischen Tischtennis-Landesentscheid der Schulen Jugend trainiert für Olympia in Hannover[21]
- 1999: Niedersächsischer Landesmeister und Teilnahme der Jungenmannschaft WK III beim Deutschen Tischtennis-Bundeswettbewerb der Schulen Jugend trainiert für Olympia in Berlin[22]

## Persönlichkeiten

### Lehrer
- Jens Büngener, später Leiter des Martino-Katharineum[23]
- Hermann Grote (1885–1971), Komponist
- Eckhard Stein (1934–2006), Basketballtrainer

### Schüler
- Christian Bembenek (* 1967), Basketballspieler
- Willi Blume (1913–1995), Oberbürgermeister der Stadt Salzgitter
- Carl-Bernhard von Heusinger (* 1968), Landtagsabgeordneter, Abitur 1990
- Ernst Jünger (1895–1998), Schriftsteller[24]
- Gerd-Rüdiger Lang (1943–2023), Unternehmer
- Wilfried Lochte (1928–2011), Manager, Abitur 1949
- Gotthard Schmidtke (1911–2000), Musikkritiker
- Bernd Wiegand (* 1957), Politiker, Abitur 1976